# Hugolino Cerasuolo Stacey
Hugolino Cerasuolo Stacey (ur. 4 kwietnia 1932 w Guayaquil, zm. 24 maja 2019 tamże) – ekwadorski duchowny rzymskokatolicki, w latach 1985-2007 biskup Loja.

## Życiorys
Święcenia kapłańskie przyjął 29 czerwca 1954. 3 października 1967 został mianowany prefektem apostolskim Galapagos, a 30 maja 1975 biskupem pomocniczym Guayaquil ze stolicą tytularną Valeria. Sakrę biskupią otrzymał 6 lipca 1975. 2 maja 1985 objął rządy w diecezji Loja. 15 czerwca 2007 przeszedł na emeryturę. Zmarł 24 maja 2019 roku.